# 僧綱
僧綱，又稱僧官，是佛教為了管理僧尼而設置的僧官之職，源自佛教發源地印度。佛教在漢字文化圈普及後，中國、日本、朝鮮、越南等國家的朝廷也設置僧綱。
「僧綱」原指僧尼之綱維，為便於寺院管理，由政府任命，司掌統領全國僧尼以護持教法之職官，稱為「僧官」。即檢校僧尼有無犯戒、失職等情事，並監督諸寺院事務之官職。漢傳佛教中的僧綱和僧階往往是一體的。

## 漢地
中國的僧官制始於魏晉南北朝時代，北魏設僧統，其後歷朝皆因襲其制，但職位名稱隨朝代之遞嬗而迭有變更。唐朝時改為僧錄。至明、清之際，所設立之府級僧官機構稱為僧綱司，州級稱為僧正司，縣級稱為僧會司。據清會典禮部祠祭清吏司載，凡僧官、道官皆注記於籍冊。

### 明代
僧錄司。左、右善世二人，正六品，左、右闡教二人，從六品，左、右講經二人，正八品，左、右覺義二人，從八品。府僧綱司，都綱一人，從九品，副都綱一人。州僧正司，僧正一人。縣僧會司，僧會一人。僧錄司掌天下僧道。在外府州縣有僧綱等司，分掌其事 。

### 清代
僧錄司正印，副印，各一人。□品。左、右善世，正六品。闡教，從六品。講經，正八品。覺義，從八品。俱二人。分設各城僧協理各一人。僧官兼善世等銜，給予部劄。協理給予司劄。 
府僧綱司都綱、副都綱，州僧正司僧正，縣僧會司僧會，各一人。

## 藏地
吐蕃时，佛教傳入藏地，就已與政治難捨難分。當時的吐蕃王朝允許僧人參政，且其地位高於俗官，谓之“豫国事者”、“钵阐布”（大僧），階同宰相。
元朝時，西藏歸屬中央政府管轄，元朝政府設宣政院（原稱总制院），封萨迦派高僧八思巴为国师，開中央政府册封任命藏地僧官之先河。
明朝，中央設僧錄司，藏地設番纲司，冊封法王、王、西天佛子、大国师、国师、禅师、都纲及喇嘛等官職；且多有在地方衛所、土司府中出任高官，甚至土司者也不乏其數。
清朝時，設呼图克图、都纲、札萨克、达喇嘛、掌印喇嘛等官職，大致可分類為驻京喇嘛、唐古特喇嘛、番喇嘛、蒙古喇嘛、满洲喇嘛、内监喇嘛、汉喇嘛；後設噶伦制（三俗一僧大臣制），以僧爲首；又改為摄政制，攝政官“第司”、“第巴”或“司琼”，由中央任命僧人擔任。靈童轉世制度也由中央政府通過金瓶掣簽制度管控，以解決選定轉世靈童的舞弊行為，在此基礎上封設了班禪額爾德尼、達賴喇嘛等稱號，實際上就是僧官。在政教合一制度廢除之前，由達賴喇嘛總管藏地的政教大權。
目前，藏地的僧官制度已被廢除，曾作為藏地一部分的不丹和錫金，政教合一制也已被世俗政府所取代。但僧階制度保留了下來。

## 日本
律令制度中，置於玄蕃寮的監督下。由僧正、僧都、律師所構成，也設置負責補佐的佐官。
624年設置，在律令體制下的佛教界發揮重要的功能。奈良時代，僧綱所設在藥師寺，平安遷都後，設在西寺。
819年，僧綱所的定員是僧正1名、大僧都1名、小僧都1名、律師4名。
864年，規定授與僧綱的僧位，僧正是法印大和尚位、僧都是法眼和上位、律師是法橋上人位。

### 僧綱的官位
| 僧位                  | 僧官           |
| --------------------- | -------------- |
| 法印大和尚位          | 大僧正         |
| 法印大和尚位          | 僧正           |
| 法印大和尚位          | 權僧正         |
| 法眼和尚位 法眼和上位 | 大僧都         |
| 法眼和尚位 法眼和上位 | 權大僧都       |
| 法眼和尚位 法眼和上位 | 少僧都         |
| 法眼和尚位 法眼和上位 | 權少僧都       |
| 法橋上人位            | 大律師         |
| 法橋上人位            | 律師（中律師） |
| 法橋上人位            | 權律師         |

## 朝鮮
朝鮮設立僧科制度，採取科舉考試的方式檢定僧侶學識的高低，確立他們的法階，各階僧侶享有相應的政治地位，歸中央的最高僧官國師或王師管轄。

## 越南
越南歷史上首次設置僧統是在10世紀時，由匡越（越南语：／）擔任。